# 彼女の想いで…
『彼女の想いで…』（かのじょのおもいで）は、大友克洋による日本の短編漫画およびそれを表題作とする漫画短編集。

## 概要
1980年に『週刊ヤングマガジン』（講談社）に読み切りとして掲載された大友克洋の初期の短編漫画で、1990年に刊行された同題の短編集『彼女の想いで…』に収録された。
1995年12月公開のオムニバス映画『MEMORIES』の一篇「彼女の想いで」として短編アニメ化された。

## 短編集「彼女の想いで…」
『彼女の想いで… 大友克洋短篇集 1』（かのじょのおもいで おおともかつひろたんぺんしゅう 1）は、1990年4月19日に講談社KCデラックスより発売された大友克洋の漫画短篇集。のちにオムニバス映画『SHORT PEACE』の1編としてアニメ映画化された「武器よさらば」など、様々な雑誌に掲載されていた漫画を収録している。

### 収録作品

#### FLOWER
- SF宝石（光文社）1979年10月号掲載。6ページ。

当時、初めてメビウス（ジャン・ジロー）の存在を知って影響を受け、オールカラーで描いた。

#### 彼女の想いで…（MEMORIES）
- ヤングマガジン（講談社）1980年11月17日号掲載。30ページ。

ヤングマガジンに初めて掲載された作品。翌1981年に「武器よさらば」が掲載され、さらにその1年後の1982年に「AKIRA」の連載が同誌で始まった。

#### SOUND OF SAND
- 奇想天外（奇想天外社）1979年11月号掲載。8ページ。

ショートショート作品。

#### 武器よさらば（FARAWELL TO WEAPONS）
- ヤングマガジン（講談社）1981年11月16日号掲載。25ページ。

ビデオに撮った絵をモニターで色調整し、それを写真に撮って日本初のビデオ・カラーリングと称した。のちに単独で単行本として出版された。

#### HAIR
- ヤングコミック（少年画報社）1979年2月28日号掲載。25ページ。

「Fire-ball」を描いている時に、どこかに管理者がいてそれに反抗するゲリラがいるという同じ設定でそのパロディのようなものとして作った話。70年代初めのヒッピー・ムーブメントへのノスタルジーで作った話であり、タイトルはその当時流行していたロック・ミュージカル「ヘアー 」から。

#### ELECTRIC BIRD LAND
- SFアドベンチャー（徳間書店）1980年7月号掲載。16ページ。

チャーリー・パーカーの曲タイトルを使って何か出来ないかと思って描いた。

#### MINOR SWING
- 漫画アクション増刊（双葉社）1977年8月24日号掲載。23ページ。

夏向けに怪談物のようなギャグを描こうと思い、それに公害問題を結び付けた。当時、こういった安部公房や大江健三郎のような不条理な話が好きだった。

#### CHRONICLE OF THE PLANET TAKO
惑星TAKO年代記
- SFアドベンチャー（徳間書店）1981年3月号掲載。16ページ。

共作だが、誰と描いたのか思い出せないという。
惑星TAKO年代記・黎明編
- 宝島（JICC出版局）1982年2月号掲載。10ページ。

オール寿司ネタで壮大な冗談物語をやってみたかった。カニ族が攻めてくるという続編の構想もあった。

#### FIRE BALL
- アクションデラックス（双葉社）1979年1月27日号掲載。52ページ。

大友が初めて描いたSF漫画。当時の青年誌は劇画の時代だったが、何か新しいことがやりたいと思ってSF作品を描いた。最初はゲリラたちが管理コンピュータを壊しに行くというだけの話だったが、描いている途中で話が膨らんでしまい、超能力の話になってしまった。タイトルも後から付けたもの。
未完。ラストは超能力者の兄が管理コンピュータに一度は敗れるが、実は無能力者と思われていた弟にも超能力があり、兄弟二人で力を合わせてコンピュータを倒す。そして地球を見下ろす宇宙空間で二人が昔話をしながら終わって行くというのが本来のラストシーンだった。最後はページが足りず、端折って描いているので、本当ならあと20ページ欲しかったという。それからずっとラストを描き足そうと思っていたのでなかなか単行本に入れなかった。
いつかラストを直したいとは思っていたが、やるなら全部やり直さないといけないため、それならまったく新しい話にこの作品の要素を組み込もうということで『AKIRA』を始めた。『童夢』は、SFは受けないと言われて反対されていたこの作品が受けたので、描くことになった。

#### THAT'S AMAZING WORLD
月刊誌の連載。いつも締め切りに追われてなかなか自分で納得のいく絵を描けなかった。そこできちんと絵を描くためにあえて短い話にした。しかし、また締め切りに追われるようになって絵が描けなくなり、それでやはり嫌になったという。海外作品のパロディだが、本当はこのあと日本モノで続けて行く予定だった。
アラジンの魔法のつぼ
- JUST COMIC（光文社）1981年6月号掲載。5ページ。

ノアの箱舟
- JUST COMIC（光文社）1981年8月号掲載。5ページ。

老人と海
- JUST COMIC（光文社）1981年9月号掲載。5ページ。

円卓の騎士
- JUST COMIC（光文社）1981年11月号掲載。5ページ。

## 書誌情報
- 『彼女の想いで…大友克洋短編集（1）』（講談社 KCデラックス、2004年4月1日発売）ISBN 978-4-06-313145-1